# William Delgado Silva
William Enrique Delgado Silva es un obispo católico que ejerció su ministerio episcopal en la Diócesis de Cabimas, en el estado Zulia de Venezuela, hasta el 14 de septiembre de 2018, a partir esta fecha, pasó a ser Obispo Emérito de la mencionada diócesis.

## Biografía
Nació en Caracas, Venezuela, 27 de febrero de 1951.

### Estudios y títulos obtenidos
- Primaria en la Escuela Nacional Franklin Delano Roosevelt, en Caracas.
- Seminario Menor de la Arquidiócesis de Caracas, donde cursó sus estudios de bachillerato en 1964.
- Seminario Santo Tomás de Aquino de San Cristóbal, estudió Filosofía de 1969 y 1971.
- Seminario Santa Rosa de Lima de Caracas estudió Teología entre 1971 al 1975.
- Pontificia Universidad Lateranense de Roma, obteniendo el título de Licenciatura en Teología Moral en la Academia Alfonsiana en 1983.
- Instituto Universitario Santa Rosa de Lima de Caracas, donde obtuvo la Licenciatura en Pedagogía Religiosa en 1988.

## Sacerdocio
Fue ordenado sacerdote el 18 de mayo de 1975.

#### Cargos
- Párroco en la iglesia Nuestra Señora de la Encarnación del Valle en Caracas.
- Vicerrector del extinto seminario Mayor San José ubicado en el Hatillo.

## Ministerio episcopal

### Obispo Auxiliar de Maracaibo
El 3 de noviembre de 1995, el Papa Juan Pablo II lo nombró Obispo titular de Vazi-Sarra y Obispo Auxiliar de la Arquidiócesis de Maracaibo.
Recibió la consagración episcopal el 16 de diciembre de 1995, por el Excmo. Mons Ramón Ovidio Pérez Morales, Arzobispo de Maracaibo, como consagrante principal, con Mons. Alfredo José Rodríguez Figueroa, Arzobispo de Cumaná, y Mons. Mario del Valle Moronta Rodríguez, Obispo de Los Teques, sirviendo como co-consagrantes.

### Obispo de El Vigía-San Carlos del Zulia
El 14 de abril de 1999, el Santo Padre Juan Pablo II lo nombró I Obispo de la Diócesis de El Vigía-San Carlos del Zulia, la cual contaba con Mons. Roberto Lückert León como su Administrador Apostólico desde 1994. 
Tomó posesión canónica el 19 de junio de 1999. 

### Obispo de Cabimas
El 26 de julio de 2005, el Santo Padre Benedicto XVI lo nombró V Obispo de la Diócesis de Cabimas.
Tomó posesión canónica el 8 de octubre de 2005, en la Catedral de Nuestra Señora del Rosario (Cabimas).

### Obispo Emérito de Cabimas
El 14 de septiembre de 2018, el Santo Padre Francisco aceptó su renuncia al gobierno episcopal del Obispado de Cabimas, por problemas de salud. 
Desde entonces es el Obispo Emérito de la Diócesis de Cabimas.

## Conferencia Episcopal Venezolana
Además de su desempeño como pastor de la comunidad de fieles, Monseñor William ha participado activamente en diferentes tareas asignadas por la Conferencia Episcopal Venezolana, donde ejerció el cargo de presidente de la comisión de medios.

## Sucesión
| Predecesor: Mons. Stanislav Lenic               | II Obispo titular de Vazi-Sarra Desde el 3 de noviembre de 1995 hasta el 14 de abril de 1999        | Sucesor: Mons. Anton Losinger            |
| Predecesor: NO APLICA                           | Obispo Auxiliar de Maracaibo Desde el 3 de noviembre de 1995 hasta el 14 de abril de 1999           | Sucesor: NO APLICA                       |
| Predecesor: NO TIENE                            | I Obispo de El Vigía-San Carlos del Zulia Desde el 14 de abril de 1999 hasta el 26 de julio de 2005 | Sucesor: Mons. José Luis Azuaje Ayala    |
| Predecesor: Mons. Freddy Jesús Fuenmayor Suárez | V Obispo de Cabimas Desde el 26 de julio de 2005 hasta el 14 de septiembre de 2018                  | Sucesor: Mons. Ángel Francisco Caraballo |